# Тиао, Люк-Адольф
Люк-Адольф Тиао (фр. Luc-Adolphe Tiao; род. 4 июня 1954, Тенкодого, Верхняя Вольта) — политик, дипломат и журналист Буркина-Фасо, премьер-министр с 18 апреля 2011 по 30 октября 2014 года.

## Биография
Президент Блез Компаоре назначил Тиао премьер-министром после протестов студентов, военных и полицейских. До назначения премьер-министром занимал пост посла во Франции с сентября 2008 года. Ранее был редактором нескольких газет и генеральным секретарём министерства культуры и коммуникаций (1990—1992).
30 октября 2014 года президент отправил в отставку правительство Люка-Адольфа Тиао. После этого сам Компаоре был вынужден подать в отставку.